# Slezský stadion
Slezský stadion (polsky Stadion Śląski) je sportovní stadion v Chořově (Chorzów) ve Slezském vojvodství v Polsku, kde hraje domácí zápasy polská fotbalová reprezentace. Stadion se nachází v okrajové části městského parku Park Śląski.

## Další informace
Kapacita stadionu dosahuje 54 378 míst. Stadion byl zbudován v roce 1956. Někdy se zde jezdí také plochá dráha. 